# Pana Pana
Pana Pana est un corregimiento départemental de Colombie, situé dans le département de Guainía.